# Isatis platyloba
Isatis platyloba är en korsblommig växtart som beskrevs av Heinrich Friedrich Link och Ernst Gottlieb von Steudel. Isatis platyloba ingår i släktet vejdar, och familjen korsblommiga växter. IUCN kategoriserar arten globalt som sårbar. Inga underarter finns listade i Catalogue of Life.